# Zorrilho
O Zorrilho (Conepatus chinga) é um pequeno mamífero carnívoro da família dos Mephitidae e do mesmo gênero que a Jaritataca (Conepatus semistriatus) que habita a América do Sul, estendendo-se do oeste do Peru ao leste da Argentina, passando pelo sul do Brasil.

É solitário e apresenta hábitos noturnos. Se alimenta principalmente de artrópodes, pequenos vertebrados e frutos. É capaz de produzir, armazenar e expelir de glândulas perianais, uma substância extremamente fétida com efeitos tóxicos quando em alta concentração.      

## Histórico Taxonômico
O Zorrilho fazia parte da subfamília Mephitinae, dentro do grupo maior dos Mustelidae. Porém, essa subfamília passou a ser reconhecida como a família Mephitidae no ano de 1997, depois de análises moleculares. Sendo assim, divido da seguinte forma atualmente:
- Família Mephitidae
Gênero: Conepatus
Conepatus chinga
Conepatus humboldtii
Conepatus leuconotus
Conepatus semistriatus
Gênero: Mephitis
Mephitis macroura
Mephitis mephitis
Gênero: Spilogale
Spilogale angustifrons
Spilogale gracilis
Spilogale putorius
Spilogale pygmaea

## Distribuição Geográfica
Habita os estados do sul do Brasil (Rio Grande do Sul, Paraná e Santa Catarina), Uruguai, Argentina, Paraguai, Bolívia, Chile e Peru. 
   

## Descrição Morfológica
O Zorrilho é um pequeno mamífero terrestre, com cerca de 50 a 60 cm de comprimento total e peso entre 1,5 e 2,5 quilogramas. Sua pelagem vai do preto ao marrom escuro com duas listras brancas que vão desde o topo da cabeça à base da cauda, passando pela região superior de seu corpo atarracado e compacto. Essas listras podem ser muito destacadas como também podem se encontrar ausentes. 

Sua cauda é larga e espessa, com pelos longos que trazem um aspecto volumoso para a cauda. A coloração da cauda costuma seguir a mesma cor do animal mas também pode apresentar grande quantidade de pelos brancos. 

Um dos aspectos mais conhecidos da biologia do zorrilho é seu odor característico, oriundo da secreção de glândulas perianais bem desenvolvidas. Essas glândulas produzem, armazenam e expelem uma substância extremamente fétida, com efeitos tóxicos, em altas concentrações.   

## Ecologia e Comportamento
É um onívoro com hábitos noturnos, tendo sua maior atividade entre as 20:00 e 03:00h. Ocupam principalmente áreas abertas de campos e pampas, e se abrigam majoritariamente em buracos no solo, mas uma parcela significativa de indivíduos se abriga em meio à vegetação. Quando se sentem ameaçados ou são agredidos, podem esguichar a substância fétida, produzida pelas glândulas perianais, por até 2 metros de distância.   
São animais solitários, com área de vida das fêmeas de aproximadamente 1,65 ± 1,17 Km2 e a dos machos é 2,5 vezes maior que a das fêmeas. Sua densidade populacional é de 1,4 a 3,8 indivíduos por Km2, em média.

### Dieta
Se baseia principalmente no consumo de insetos (larvas e adultos) mas também pode se alimentar de pequenos mamíferos e anfíbios. Pode ser considerado um predador oportunista que usufrui de recursos em abundância, embora forrageie boa parte do tempo.  

## Conservação
Apesar de estar constado como não ameaçado na Lista Vermelha de Espécies Ameaçadas da IUCN, foi apurado que a população desta espécie está em declínio. Esse fato se deve principalmente à caça para o comércio de peles e à degradação dos campos que a espécie habita, além disso, há o impacto dos atropelamentos que auxiliam nesse declínio da população.